# Derthona Foot Ball Club 1908 1990-1991
Questa pagina raccoglie le informazioni riguardanti il Derthona Foot Ball Club nelle competizioni ufficiali della stagione 1990-1991.

## Stagione
Nella stagione 1990-1991 il Derthona disputa il girone A del campionato di Serie C2, ottenendo la sedicesima posizione in classifica con 30 punti e retrocedendo per il secondo anno consecutivo, stavolta tra i dilettanti, insieme a Oltrepò, Sarzanese, Montevarchi e Cecina. Il torneo è stato vinto con 45 punti dall'Alessandria che è salita in Serie C1 insieme alla Massese giunta al secondo posto con 44 punti. Si chiude in questa annata il cammino altalenante del Derthona tra i professionisti, un cammino anche glorioso negli anni venti del novecento, che hanno visto i bianconeri giocare due stagioni nella massima serie.

## Rosa
| N. |                   | Ruolo | Calciatore        |
| -- | ----------------- | ----- | ----------------- |
|    | Italia (bandiera) | C     | Paolo Bellatorre  |
|    | Italia (bandiera) | D     | Maurizio Bergo    |
|    | Italia (bandiera) | C     | Marco Camerano    |
|    | Italia (bandiera) | C     | Marco Cecilli     |
|    | Italia (bandiera) | P     | Enrico Corona     |
|    | Italia (bandiera) | D     | Maurizio D'Angelo |
|    | Italia (bandiera) | A     | Cristian Davide   |
|    | Italia (bandiera) | D     | Omar Domenghini   |
|    | Italia (bandiera) | C     | Stefano Gatti     |
|    | Italia (bandiera) | C     | Diego Gavazzi     |
|    | Italia (bandiera) | P     | Stefano Gualco    |

| N. |                   | Ruolo | Calciatore               |
| -- | ----------------- | ----- | ------------------------ |
|    | Italia (bandiera) | A     | Ugo Guerra               |
|    | Italia (bandiera) | C     | Gianpaolo Lussignoli     |
|    | Italia (bandiera) | A     | Federico Paini           |
|    | Italia (bandiera) | D     | Gabriele Peretto         |
|    | Italia (bandiera) | A     | Giovanni Picasso         |
|    | Italia (bandiera) | C     | Stefano Piccini          |
|    | Italia (bandiera) | C     | Giovanni Marco Recaldini |
|    | Italia (bandiera) | D     | Danilo Tedoldi           |
|    | Italia (bandiera) | D     | Tiberio Terzi            |
|    | Italia (bandiera) | A     | Simone Zaffiri           |

## Risultati

### Campionato

#### Girone di andata
| 16 settembre 1990 1ª giornata | Derthona | 2 – 2 | Livorno |  |

| 23 settembre 1990 2ª giornata | Oltrepò | 1 – 0 | Derthona |  |

| 30 settembre 1990 3ª giornata | Derthona | 0 – 0 | Cecina |  |

| 7 ottobre 1990 4ª giornata | Alessandria | 1 – 0 | Derthona |  |

| 14 ottobre 1990 5ª giornata | Derthona | 2 – 1 | Montevarchi |  |

| 21 ottobre 1990 6ª giornata | Ponsacco | 2 – 0 | Derthona |  |

| 4 novembre 1990 7ª giornata | Derthona | 2 – 0 | Cuneo |  |

| 11 novembre 1990 8ª giornata | Derthona | 0 – 1 | Gubbio |  |

| 18 novembre 1990 9ª giornata | Prato | 1 – 0 | Derthona |  |

| 25 novembre 1991 10ª giornata | Derthona | 1 – 1 | Novara |  |

| 2 dicembre 1990 11ª giornata | Sarzanese | 1 – 0 | Derthona |  |

| 9 dicembre 1990 12ª giornata | Derthona | 0 – 0 | Massese |  |

| 16 dicembre 1990 13ª giornata | Pontedera | 1 – 1 | Derthona |  |

| 30 dicembre 1990 14ª giornata | Derthona | 1 – 0 | Tempio |  |

| 6 gennaio 1991 15ª giornata | Olbia | 1 – 1 | Derthona |  |

| 13 gennaio 1991 16ª giornata | Derthona | 0 – 0 | Viareggio |  |

| 20 gennaio 1990 17ª giornata | Poggibonsi | 1 – 0 | Derthona |  |

#### Girone di ritorno
| 3 febbraio 1991 18ª giornata | Livorno | 2 – 0 | Derthona |  |

| 10 febbraio 1991 19ª giornata | Derthona | 1 – 0 | Oltrepò |  |

| 17 febbraio 1991 20ª giornata | Cecina | 1 – 1 | Derthona |  |

| 24 febbraio 1991 21ª giornata | Derthona | 0 – 0 | Alessandria |  |

| 3 marzo 1991 22ª giornata | Montevarchi | 0 – 0 | Derthona |  |

| 17 marzo 1991 23ª giornata | Derthona | 1 – 0 | Ponsacco |  |

| 24 marzo 1991 24ª giornata | Cuneo | 2 – 1 | Derthona |  |

| 30 marzo 1991 25ª giornata | Gubbio | 1 – 0 | Derthona |  |

| 7 aprile 1991 26ª giornata | Derthona | 1 – 0 | Prato |  |

| 14 aprile 1991 27ª giornata | Novara | 2 – 1 | Derthona |  |

| 28 aprile 1991 28ª giornata | Derthona | 3 – 3 | Sarzanese |  |

| 5 maggio 1991 29ª giornata | Massese | 3 – 0 | Derthona |  |

| 12 maggio 1991 30ª giornata | Derthona | 0 – 0 | Pontedera |  |

| 19 maggio 1991 31ª giornata | Tempio | 1 – 2 | Derthona |  |

| 26 maggio 1991 32ª giornata | Derthona | 0 – 0 | Olbia |  |

| 2 giugno 1991 33ª giornata | Viareggio | 2 – 2 | Derthona |  |

| 9 giugno 1991 34ª giornata | Derthona | 3 – 1 | Poggibonsi |  |